# Tropic War
Tropic War (Alternativtitel: Blutiges Geld; Originaltitel alternativ: Clinton and Nadine; Blood Money, Blood Money: The Story of Clinton and Nadine) ist ein US-amerikanischer Actionfilm von Jerry Schatzberg aus dem Jahr 1988 mit Andy García, Ellen Barkin, Morgan Freeman und Michael Lombard in den Hauptrollen.

## Handlung
Clinton Dillard lebt in Florida vom Papageienschmuggel. Er versteckt die Vögel in der Verkleidung der Türen seines alten Cadillacs. Nun hat er aber beschlossen, sein Leben zu ändern und besucht deshalb seinen Bruder. Dort überrascht er gerade einige Attentäter, die er zwar in die Flucht schlagen kann und auch einen von ihnen verwundet, aber er kommt zu spät, um seinen Bruder zu retten. In dessen Wohnung findet er eine Frauenhandtasche und auf der Suche nach der Besitzerin, lernt er Nadine Powers kennen, eine ehemalige Sängerin und Pianistin. Dillard versucht auf eigene Faust, die Täter zu finden und erfährt, dass die Attentäter nach einer Tonbandaufnahme suchten, auf der ein Mord aufgezeichnet wurde und Namen genannt sind, darunter der des Anwalts Dorsey Pratt. Dillard geht deshalb nach Miami, um den Mann zu treffen und von ihm weitere Hinweise zu erhalten. Das Band sollte ein Beweis für illegalen Waffenhandel sein. 
Die Spur führt Dillard nach Costa Rica. Dort entdecken er, dass Waffenlieferungen an nicaraguanische Rebellen mit Drogengeldern finanziert werden und dass der Anführer und Anstifter des Mordes an seinem Bruder der Anwalt war. Als Dillard bei der Observierung einer Party entdeckt wird, kann er mit Hilfe von Nadine entkommen, die hier zufällig als Eskortgirl zu dieser Party eingeladen worden war. Dillard und Nadine suchen auf der Farm eines Freundes Zuflucht und verlieben sich ineinander. Sie versucht, ihn von seinem Racheplan abzubringen und ihn davon zu überzeugen, mit ihr nach Kanada zu gehen, aber Dillard gibt nicht auf. Er entführt den Anwalt und seine Komplizen, einen ehemaligen General der US-Armee und einen Handlanger, führt sie zu einem Autofriedhof, fesselt sie an Händen und Füßen auf dem Rücken, wie sie es mit seinem Bruder getan hatten. Doch am Ende hat er nicht den Mut, sie zu töten. Er kehrt er zu Nadine zurück und gemeinsam reisen sie nach Kanada.

## Kritiken
Das Lexikon des internationalen Films bezeichnete den Film als „aktionsreich“. Die Absicht der Anprangerung der Finanzierung der Rebellen durch Drogengeschäfte „verpuffe wirkungslos“.
Prisma merkt an: „In dieser unterhaltsamen Mischung aus Abenteuer-Streifen und Thriller wirken die politischen Ambitionen zwar aufgesetzt, doch die späteren Stars Barkin, Garcia und Freeman wissen bereits in diesen frühen Rollen zu überzeugen.“

## Auszeichnungen
Ellen Barkin und Morgan Freeman wurden im Jahr 1989 für den CableACE Award nominiert.